# Memoriał Eugeniusza Nazimka 2001
Memoriał im. Eugeniusza Nazimka 2001 – 18. edycja turnieju w celu uczczenia pamięci polskiego żużlowca Eugeniusza Nazimka, który odbył się dnia 30 września 2001 roku. Turniej wygrał Grzegorz Rempała.

## Wyniki
- Stadion Stali Rzeszów, 30 września 2001
- NCD: Jacek Rempała - 68,52 w wyścigu 2
- Sędzia: Tomasz Proszowski

| Msc. | Zawodnik                 | Klub           | Pkt  |             |  |
| ---- | ------------------------ | -------------- | ---- | ----------- |  |
| 1    | (7) Grzegorz Rempała     | Rzeszów        | 14   | (2,3,3,3,3) |  |
| 2    | (5) Jacek Rempała        | Leszno         | 13   | (3,1,3,3,3) |  |
| 3    | (8) Andrzej Huszcza      | Zielona Góra   | 10+3 | (1,3,2,2,2) |  |
| 4    | (9) Rafał Trojanowski    | Rzeszów        | 10+2 | (1,3,1,3,2) |  |
| 5    | (12) Maciej Kuciapa      | Zielona Góra   | 10+1 | (3,d,2,2,3) |  |
| 6    | (1) Piotr Winiarz        | Rzeszów        | 9    | (0,2,3,1,3) |  |
| 7    | (3) Rafał Osumek         | Świętochłowice | 9    | (2,2,3,1,1) |  |
| 8    | (4) Stanisław Burza      | Tarnów         | 8    | (1,2,1,2,2) |  |
| 9    | (10) Dariusz Fijałkowski | Warszawa       | 7    | (2,2,0,2,1) |  |
| 10   | (14) Tomasz Rempała      | Rzeszów        | 6    | (3,3,0,0,0) |  |
| 11   | (11) Robert Kużdżał      | Rybnik         | 6    | (d,d,2,3,1) |  |
| 12   | (2) Rafał Wilk           | Krosno         | 6    | (3,0,1,1,1) |  |
| 13   | (13) Janusz Ślączka      | Kraków         | 6    | (2,d,2,0,2) |  |
| 14   | (15) Łukasz Golonka      | Rzeszów        | 3    | (1,1,0,1,0) |  |
| 15   | (16) Paweł Szczęch       | Tarnów         | 2    | (0,1,1,0,d) |  |
| 16   | (6) Robert Wardzała      | Tarnów         | 1    | (0,1,0,w)   |  |
|      | rez. Paweł Miesiąc       | Rzeszów        |      | (0)         |  |

Bieg po biegu
1. [69,95] Wilk, Osumek, Burza, Winiarz
2. [68,52] J.Rempała, G.Rempała, Huszcza, Wardzała
3. [69,52] 'Kuciapa, Fijałkowski, Trojanowski, Kużdżał
4. [70,03] T.Rempała, Ślączka, Golonka, Szczęch
5. [68,68] Trojanowski, Winiarz, J.Rempała, Ślączka
6. [70,00] T.Rempała, Fijałkowski, Wardzała, Wilk
7. [69,22] G.Rempała, Osumek, Golonka, Kużdżał
8. [70,15] Huszcza, Burza, Szczęch, Kuciapa
9. [68,92] Winiarz, Kużdżał, Szczęch, Wardzała
10. [69,62] J.Rempała, Kuciapa, Wilk, Golonka
11. [69,93] Osumek, Huszcza, Trojanowski, T.Rempała
12. [67,91] G.Rempała, Ślączka, Burza, Fijałkowski
13. [69,00] G.Rempała, Kuciapa, Winiarz, T.Rempała
14. [69,89] Kużdżał, Huszcza, Wilk, Ślączka
15. [71,12] J.Rempała, Fijałkowski, Osumek, Szczęch
16. [71,15] Trojanowski, Burza, Golonka, Wardzała
17. [69,12] Winiarz, Huszcza, Fijałkowski, Golonka
18. [69,25] G.Rempała, Trojanowski, Wilk, Szczęch
19. [70,68] Kuciapa, Ślączka, Osumek, Miesiąc Miesiąc za Wardzałę
20. [69,98] J.Rempała, Burza, Kużdżał, T.Rempała
21. Wyścig dodatkowy: [69,52] Huszcza, Trojanowski, Kuciapa